# Christine D. Bacon
Pour les articles homonymes, voir Bacon.
Christine Bacon est une botaniste américaine, et chercheuse dans le domaine de la génétique des plantes.
Cette botaniste s’intéresse beaucoup aux Arecaceae, elle a travaillé sur les palmiers, entre autres, sur les Lanonia, les Mauritiella, et surtout sur le genre Saribus (initialement crée par Carl Ludwig Blume) qu'elle a  « ressuscité » et redéfini, avec William J. Baker, pour inclure une partie des Livistona et du monotypique Pritchardiopsis (Pritchardiopsis jeanneneyi Becc.),.

## Quelques Publications de C.D.Bacon
- Lanonia A.J.Hend. & C.D.Bacon, Syst. Bot. 36(4): 887 (2011).
- Lanonia acaulis (A.J.Hend., N.K.Ban & N.Q.Dung) A.J.Hend. & C.D.Bacon, Syst. Bot. 36(4): 888 (2011).
- Lanonia calciphila (Becc.) A.J.Hend. & C.D.Bacon, Syst. Bot. 36(4): 888 (2011).
- Lanonia centralis (A.J.Hend., N.K.Ban & N.Q.Dung) A.J.Hend. & C.D.Bacon, Syst. Bot. 36(4): 890 (2011).
- Lanonia dasyantha (Burret) A.J.Hend. & C.D.Bacon, Syst. Bot. 36(4): 890 (2011).
- Lanonia gracilis (Blume) A.J.Hend. & C.D.Bacon, Syst. Bot. 36(4): 891 (2011).
- Lanonia hainanensis (A.J.Hend., L.X.Guo & Barfod) A.J.Hend. & C.D.Bacon, Syst. Bot. 36(4): 892 (2011).
- Lanonia hexasepala (Gagnep.) A.J.Hend. & C.D.Bacon, Syst. Bot. 36(4): 893 (2011).
- Lanonia magalonii (A.J.Hend., N.K.Ban & N.Q.Dung) A.J.Hend. & C.D.Bacon, Syst. Bot. 36(4): 893 (2011).
- Mauritiella disticha E.M.B.Prata, A.V.G.Oliveira, Cohn-Haft, Emilio & C.D.Bacon, Syst. Bot. 46(3): 868 (2021).
- Saribus brevifolius (Dowe & Mogea) C.D.Bacon & W.J.Baker, Palms (1999+) 55(3): 112 (2011).
- Saribus chocolatinus (Dowe) C.D.Bacon & W.J.Baker, Palms (1999+) 55(3): 112 (2011).
- Saribus jeanneneyi (Becc.) C.D.Bacon & W.J.Baker, Palms (1999+) 55(3): 113 (2011).
- Saribus merrillii (Becc.) C.D.Bacon & W.J.Baker, Palms (1999+) 55(3): 113 (2011).
- Saribus surru (Dowe & Barfod) C.D.Bacon & W.J.Baker, Palms (1999+) 55(3): 115 (2011).
- Saribus tothur (Dowe & Barfod) C.D.Bacon & W.J.Baker, Palms (1999+) 55(3): 115 (2011).
- Saribus woodfordii (Ridl.) C.D.Bacon & W.J.Baker, Palms (1999+) 55: 115 (2011).